# Bataille de Péluse
Pour la bataille de 639-640 apr. J.-C., voir Siège de Péluse.
La bataille de Péluse est la première grande bataille entre l'empire achéménide et l'Égypte. Cette bataille décisive transféra le trône des pharaons à Cambyse II de Perse, marquant le début de la XXVIIe dynastie. Elle a lieu près de Pelusium, une ville importante a l’extrémité orientale du delta du Nil en Égypte, à trente kilomètres au sud-est de l'actuel Port-Saïd, en 525 av. J.-C. La bataille est précédée de la prise de Gaza et suivie du siège de Memphis.

## Contexte
Le récit le plus courant des événements menant à la bataille de Péluse est celui des historiens grecs, en particulier Hérodote. Selon Hérodote, le conflit entre le pharaon Ahmôsis II d'Égypte et Cambyse II de Perse est un processus graduel impliquant plusieurs personnalités, principalement des Égyptiens. Selon Hérodote, un médecin égyptien a été demandé par Cambyse à Amasis, ce à quoi Amasis s'est conformé. Le médecin (très probablement un ancien ophtalmologiste) en voulait au travail forcé qu'Amasis lui avait imposé et, en représailles, persuada Cambyse de demander à Amasis une fille en mariage, sachant à quel point Amasis n'aimerait pas perdre sa fille au profit d'un Perse. Cambyse s'exécuta, demandant la main de la fille d'Amasis en mariage.
Amasis, incapable de laisser partir ses filles et ne voulant pas commencer un conflit avec les Perses, envoya à la place une fille égyptienne nommée Nitetis, fille de son prédécesseur, Apriès, qu'Amasis avait vaincu et tué. Accueilli par Cambyse comme « la fille d'Amasis », Nitetis, fâchée d'être donnée pour concubine au mépris de son rang, révéla la ruse d'Amasis pour éviter de donner sa propre fille. Cela fâcha Cambyse, qui jura de venger l'insulte.
Selon Hérodote, une autre raison qui a motivé l'expédition de Cambyse en Égypte était Phanès d'Halicarnasse. À l'origine conseiller d'Amasis, une succession  inconnue d’événements a conduit à une amertume entre eux au point qu'Amasis a envoyé un eunuque égyptien à la poursuite de Phanès, le poursuivant jusqu'en Lydie. Phanès a été capturé en Lycie mais a déjoué ses gardes en les saoulant et s'est échappé en Perse, et a aidé le roi perse divulguant des secrets stratégiques, et a contribué à façonner sa résolution pour la conquête de l'Égypte.
Bien qu'il ait un contrôle total sur l'empire néo-babylonien et ses sous-régions, y compris le nord de l'Arabie, Cambyse a envoyé un message au roi d'Arabie demandant un passage sûr par la route du désert de Gaza à Pelusium. Le roi d'Arabie, lui-même ennemi d'Amasis et heureux de faciliter sa destruction, accorda un passage sûr à Cambyse et lui fournit même des troupes. Selon Polybe, même avec toutes les précautions prises à l'entrée de la frontière égyptienne, seule la ville de Gaza résista aux Perses, qui tomba après un long siège. Lorsque la nouvelle de la bataille imminente atteignit l'Égypte, Psammétique III, fils et héritier d'Ahmôsis II, rassembla l'armée égyptienne, la stationnant le long de la fourche de la mer Rouge et du Nil. Amasis lui-même mourut six mois avant que Cambyse n'atteigne l'Égypte,.
Psammétique avait espéré que l'Égypte serait en mesure de résister à la menace de l'attaque perse par une alliance avec les Grecs, mais cet espoir a échoué, car les villes chypriotes et le tyran Polycrate de Samos, qui possédaient une grande flotte, prennent parti pour les Perses. Le fait que l'un des conseillers tactiques les plus éminents d'Égypte, Phanès d'Halicarnasse, était déjà passé du côté perse signifiait que Psammétique était entièrement dépendant de sa propre expérience militaire limitée. Polycrate a envoyé quarante trirèmes aux Perses. Psammétique, dans un violent acte de vengeance avant la confrontation avec l'armée perse, a arrêté tous les fils de Phanès. Il ordonna leur exécution, prélevant leur sang et le mélangeant avec du vin. Psammétique en a alors bu et a fait boire leur sang à tous les autres conseillers avant la bataille.

## Bataille
Le choc militaire décisif se produit à Pelusium. Hérodote décrit une mer de crânes dans le bassin du Nil, sur les restes desquels il remarque les différences entre les têtes perses et égyptiennes. Selon Ctésias, cinquante mille Égyptiens meurent, alors que la perte totale du côté perse n'était que de sept mille. Après cette courte lutte, les troupes de Psammétique s'enfuient, et bientôt la défaite devient une déroute complète. Désorientés et en fuite, les Égyptiens se réfugient à Memphis. Les Égyptiens sont maintenant assiégés dans leur fief de Memphis.

## Conséquences
Selon Hérodote, Cambyse, dans une dernière tentative pour mettre fin à la lutte, envoya un héraut perse dans un navire pour exhorter les Égyptiens à abandonner avant de nouvelles effusions de sang. En apercevant le navire perse au port de Memphis, les Égyptiens attaquent le navire, tuant tous les hommes à bord, emportant avec eux leurs membres déchirés dans la ville. Au fur et à mesure que Cambyse avançait vers Memphis, on dit que pour chaque habitant de Mytilène tué pendant le siège de Memphis, dix Égyptiens moururent, ce qui porte le nombre d'Égyptiens morts à deux mille, qui auraient pu être exécutés au moment ou après le siège, car deux cents Mytilèniens ont été tués. Pelusium s'est probablement rendu immédiatement après la bataille. Le pharaon a été capturé après la chute de Memphis et autorisé à vivre sous surveillance persane. Il s'est suicidé plus tard après avoir tenté une révolte contre les Perses.

## Description d’Hérodote

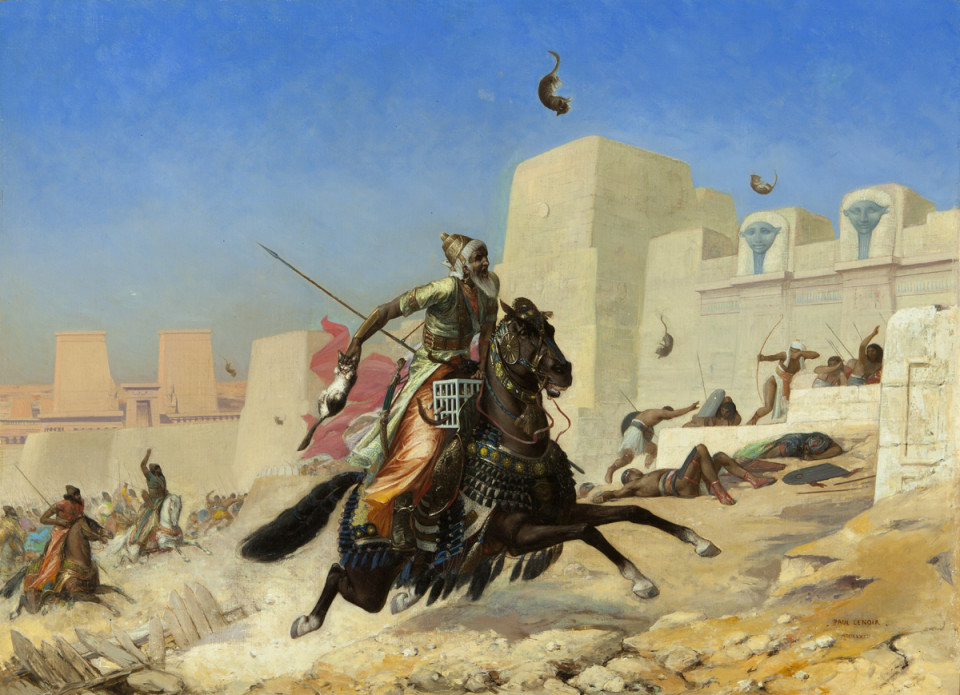
Selon Polyen, les soldats perses auraient utilisé des chats - parmi d'autres animaux sacrés égyptiens - contre l'armée du pharaon. Peinture de Paul-Marie Lenoir, 1872.

Les champs autour étaient jonchés des ossements des combattants lors de la visite d'Hérodote. Il nota que les crânes des Égyptiens se distinguaient de ceux des Perses par leur dureté supérieure, fait confirmé, dit-il, par les momies, et qu'il attribuait au fait que les Égyptiens se rasaient la tête dès l'enfance, et aux Perses qui les couvraient avec des plis de tissu ou de lin.
Polyen, « un général macédonien à la retraite plus intéressé par la nouveauté que par l'exactitude historique », affirme que, selon la légende, Cambyse a capturé Pelusium en utilisant une stratégie intelligente. Les Égyptiens considéraient certains animaux, en particulier les chats, comme étant sacrés (ils avaient une déesse féline nommée Bastet) et ne les blesseraient en aucun cas. Polyen affirme que Cambyse a demandé à ses hommes de porter les animaux « sacrés » devant eux à l'attaque. Les Égyptiens n'ont pas osé tirer leurs flèches de peur de blesser les animaux, et donc Péluse a été pris d'assaut avec succès. Ce serait une première forme de guerre psychologique.
Hérodote, cependant, ne fait aucune mention d'une telle stratégie et « ne donne pratiquement aucune information » sur les combats en général. Selon Hérodote, Cambyse s'est d'abord comporté avec une certaine modération, épargnant le fils de Psammétique en raison d'un « peu de pitié », mais plus tard, mécontent de sa victoire et incapable de punir Amasis déjà décédé pour sa supercherie, il décida de commettre ce qu'Hérodote appelle un acte non persan : il profana la tombe d'Amasis momifié et ordonna de brûler la momie.
Cependant, Pierre Briant conclut que les informations enregistrées par Hérodote concernant les actions de Cambyse en Égypte après la victoire sont fausses.
Cambyse a alors fait la paix avec les Libyens, acceptant leur offre de trêve. L'Égypte devint une possession de la Perse et Cambyse son pharaon. Parce qu'ils ont vaincu les pharaons de la vingt-sixième dynastie, les monarques persans ont été reconnus comme pharaons et sont devenus connus sous le nom de XXVIIe dynastie égyptienne (ou première période perse).